# Зауэрланд

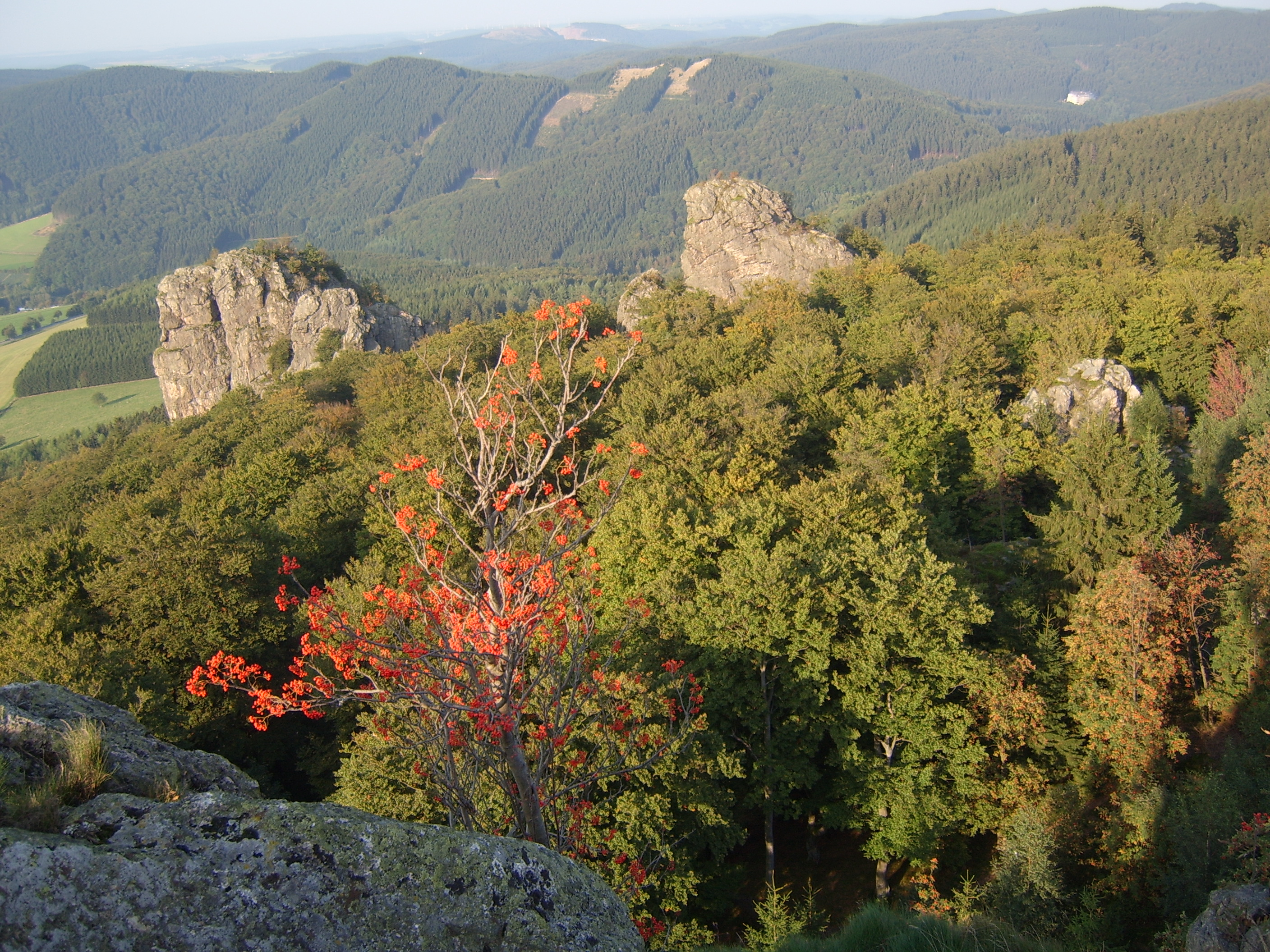
Горный ландшафт Зауэрланда

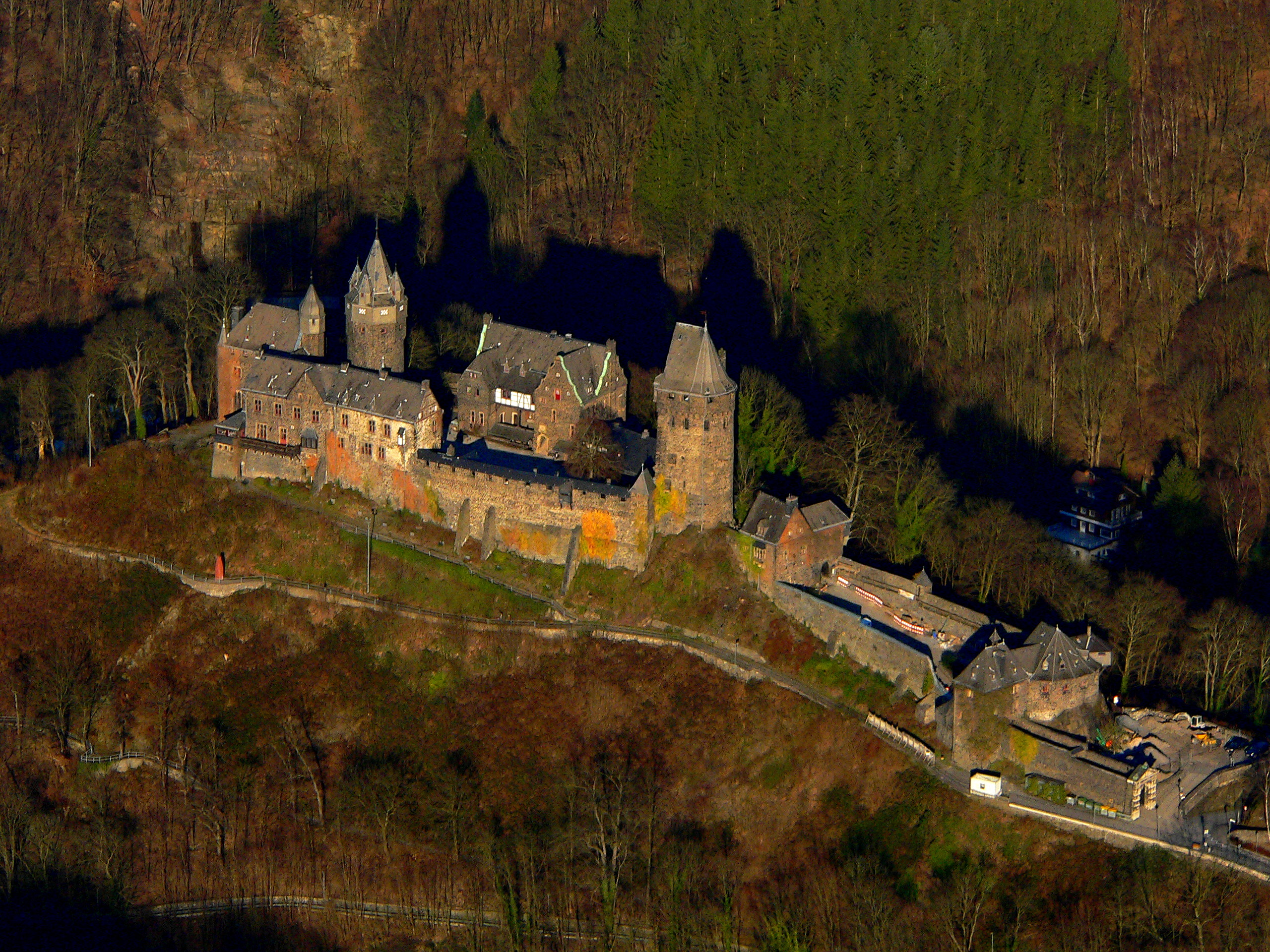
Замок графов Берг-Альтена

Зауэрланд (нем. Sauerland) — горный регион на западе Германии.

## География
Регион Зауэрланд расположен в основном в юго-восточной части земли Северный Рейн-Вестфалия, а также, своим восточным краем, на северо-западе земли Гессен. В административном плане эта территория входит в округа Арнсберг и Кассель. Зауэрланд представляет собой средне-высокий горный ландшафт, густо покрытый лесами. Регион этот редко заселён. Наиболее крупными городами здесь являются Изерлон (ок. 100 тыс. человек) и Арнсберг (ок. 80 тыс. человек). Другие города — Зост, Ольпе, Альтена, Люденшайд, Мешеде, Менден.
Горный регион Зауэрланда складывается из следующих горных хребтов:
- Ротхааргебирге
- Эббегебирге
- Леннегебирге
- горы Заалхаузер
- плато Северный Зауэрланд

Наивысшей точкой этой горной системы является вершина Лангенберг (843,2 м) в Ротхааргебирге. Из других гор следует отметить Хегекопф (842,9 м) и Калер-Астен (841 м) — также в Ротхааргебирге, и Химберг (687,7 м) в горах Заалхаузер.
Через район Зауэрланда проходит с севера на юг водораздел речных систем Рейна и Везера. Наибольшая, западная часть этой территории через системы рек Рур и Липпе связана с Рейном. Наиболее значительные реки Зауэрланда:
- система Рура:
  - Хенне
  - Эннепе
  - Мёне
  - Эльпе
  - Рёр
  - Венне
  - Зорпе
- система Везера:
  - Димель
  - Эдер
- система Липпе:
  - Альме
  - Афте

В регионе находятся несколько крупных озёр-водохранилищ, созданных после 1899 года за счёт строительства плотин на местных реках. Наиболее значительные среди них: Биггерзее, Мёнезее, Зорпезее, Хеннезее.

## История
Название Зауэрланд впервые письменно упоминается в 1266 году (как «wessel de Suderlande»). К 1400 году «д» в середине выпадает и Suderland превращается в Suerland.
Территория Зауэрланда была заселена уже в эпоху палеолита. Раскопки середины 1930-х годов обнаружили у Рютена стоянку первобытных охотников, живших в регионе в период последнего ледникового периода. Археологами в пещере Блеттерхёле найдены останки людей, живших здесь в эпоху мезолита (древнейшие в Вестфалии останки Homo sapiens). Обнаружены многочисленные мезолитические стоянки с большим количество предметов быта древнего человека, среди них — медный кинжал возрастом ок. 4.300 лет. К бронзовому веку относятся курганные захоронения, в одном из которых была обнаружена т. н. бронзовая амфора из Гевелингхаузена — одна из важнейших находок эпохи бронзового века в Германии. В железный век на территории Зауэрланда начинает добываться железная руда.
В I веке в Зауэрланд приходят римляне, однако они не смогли здесь закрепиться. Территория эта вплоть до VII века включительно была заселена германскими племенами сигамбров и бруктеров франкского происхождения. В 693—695 годах их земли были завоёваны саксами. При Карле Мартелле началось отвоевание этих территорий Франкским королевством, оно было завершено Карлом Великим в 770-х годах. Франкская «реконкиста» сопровождалась христианизацией местного населения.
После смерти Карла Великого и распада его державы Зауэрланд входит в состав племенного герцогства Саксония. На его территории образуются как светские, так и церковного подчинения полунезависимые владения — графства Марк, Альтена, Верль и др. B XII столетии одним из крупнейших землевладельцев Зауэланда становится архиепископ Кёльнский, которому принадлежал также титул герцога Вестфалии. Его экспансии противостояли графы Арнсберга и Марка. В решающем сражении при Воррингене в 1288 году армия архиепископа Зигфрида фон Вестербурга была разгромлена, а сам он взят в плен. В конце XIV века Кёльн сумел взять реванш, когда выкупил у последнего, бездетного графа Арнсберг его титул и владения — на которые претендовали его главные противники в Вестфалии — графы Марк. Это событие настолько укрепило позиции кёльнских архиепископов, что графство Марк могло в борьбе с ними утратить свою независимость. Перелом наступил в 1444 году, когда богатый город Зост восстал против власти Кёльна и «принял подданство» герцогства Клеве, которое принадлежало графам Марк. В 1447 Зост был осаждён двенадцатитысячной армией архиепископа, но отбил все атаки. Во время этой войны Кёльн утратил также некоторые иные территории (Фредебург, Билштейн). Таким образом, после многолетнего спора между архиепископством Кёльнским и графством Марк за Зауэрланд эта территория в значительной степени оказалась закреплённой за графством.
Многие города, расположенные в Зауэрланде, были приняты в торгово-политический союз Ганза: Брилон, Рютен, Арнсберг, Гезеке, Верль, Аттендорн, Шмалленберг (в кёльнской части); Изерлон, Люденшайд, Нойенраде, Альтена, Плеттенберг — в графстве Марк.
Во время Реформации в XVI веке раскол между различными частями Зауэрланда ещё более усилился, так как графство Марк стало протестантским, в то время как кёльнское герцогство Вестфалия осталось католическим. После войны за юлих-клевское наследство (1609—1614) территория графства Марк, как и земли Юлиха и Клеве, переходят к Бранденбургу, таким образом эта часть Зауэрланда со временем становится частью Пруссии. Территория кёльнского Зауэрланда, после секуляризации земель архиепископства, первоначально была передана герцогству Гессен-Дармштадту, однако после Венского конгресса, завершившего войны с Наполеоном, также была отдана Пруссии и вошла в состав прусской провинции Вестфалия.

## Природные парки
В 1965 году в Зауэланде был учреждён Природный парк Хомерт. Расположен к северо-западу от горы Хомерт, между долинами рек Ленне на юго-западе и Рура на северо-востоке. Занимает площадь 550 км².

## Достопримечательности
- Замок Кёртлингхаузен

### Монографии
- Stefan Baumeier, Christoph Köck (Hrsg.): Sauerland — Facetten einer Kulturregion. Schriften des Westfälischen Freilichtmuseums Detmold — Landesmuseum für Volkskunde. Detmold, 1994. ISBN 3-930271-20-6. Статьи о: Symbolik der Region (Ch. Köck), Hausbau (J. Kleinmanns), Heimatschutzbewegung (S. Falk), Freiräume (R. Kirsch-Stracke), Wald und Forst (B. Selter), Möbel (H.-D. Joosten) und Frommes Wohnen (Ch. Aka).
- Rudolf Brüschke, Norbert Föckeler (Hg.): Jüdisches Leben im Hochsauerlandkreis (= Hochsauerlandkreis Schriftenreihe Bd. III). Fredeburg 1994, ISBN 3-930271-18-4
- Karl-Peter Ellerbrock, Tanja Bessler-Worbs (Hrsg.): Wirtschaft und Gesellschaft im südöstlichen Westfalen. Dortmund 2001, ISBN 3-87023-192-0
- Der Kreis Iserlohn. Ein dynamischer Lebensraum im Sauerland (mit einführenden Texten von Wulf-Dietrich von Borcke). Sauerland-Verlag, Iserlohn 1972, ISBN 3-87695-011-2